# Diamysis camassai
Diamysis camassai är en kräftdjursart som beskrevs av Ariani och H. Wittmann 2002. Diamysis camassai ingår i släktet Diamysis och familjen Mysidae. Inga underarter finns listade i Catalogue of Life.